# Карл Дейссерот
Карл Дейссерот (англ. Karl Deisseroth нар. 18 листопада 1971 Бостон, США) — американський науковець. Праці в основному присвячені нейробіології, біоінженерії. Відомий як один з авторів методики дослідження роботи нервових клітин «оптогенетика».

## Нагороди та визнання
- 2005: президентська премія початківцям вченим та інженерам[4]
- 2009: Golden Brain Award[en][5]
- 2010: член Медичної академії США[6]
- 2010: HFSP Премія Накасоне[de][7]
- 2011: Нейронаукова премія Перла−UNC[en]
- 2012: член Національної Академії наук[8]
- 2012: Zülch-Preis[de][9]
- 2013: Richard Lounsbery Award[en][10]
- 2013: Brain Prize[de][11]
- 2013: Gabbay Award[en]
- 2013: Robert J. and Claire Pasarow Foundation Medical Research Award[en]
- 2013: Премія  Диксона у науці[de]
- 2014: Премія Кейо[en]
- 2014: член Леопольдини[12].
- 2015: Премія медичного центру Олбані[en]
- 2015: Мессенджеровські лекції[en]
- 2015: Премія  Диксона у медицині[de]
- 2015: Премія Лур'є з біомедичних наук[en]
- 2016: Премія за прорив у науках про життя
- 2016: Премія Мессрі[en]
- 2016: Премія Гарві
- 2017: Else-Kröner-Fresenius-Award[de]
- 2017: Міжнародна премія Гайрднера[13]
- 2018: Премія Кіото[14]
- 2018: Berthold Leibinger Zukunftspreis[en]
- 2019: Премія Румфорда Американської академії мистецтв та наук
- 2019: Warren Alpert Foundation Prize[de][15]
- 2019: член Національної інженерної академії США
- 2019: Clarivate Citation Laureates
- 2020: премії Гейнекена[en][16]
- 2021: Премія Ласкера[17]